# Ahnenpass
Ahnenpaß byl v Německu od roku 1933 vydáván Říšským svazem úředníků matričního úřadu a sloužil jako potvrzení „árijského původu“ vlastníka tohoto dokumentu. Doklad „árijského původu“ byl za nacionálního socialismu předepsán různými zákony (norimberské zákony, zákon o úřednících z povolání a později také německý zákon o úřednících). Tak například zákon o říšských občanech (jeden z norimberských zákonů) odstranil rovnost před zákonem rozdělením obyvatel Německa na říšské občany (vlastnící plně všechna práva) a státní občany, kteří neměli říšské občanství a spadali pod zvláštní právo. Ahnenpaß byl z praktického důvodu zaveden speciálně pro německé úřady krátce po převzetí moci.
Údaje v tomto dokumentu musely být sestaveny na základě originálních dokladů a vše muselo být důkladně úředně ověřeno. Dokument vydával matriční úřad (ale mohl být také církevně ověřen) a nahrazoval v případě předložení nutnost dokládat rodný list, křestní list a oddací listy. Uvnitř Ahnenpassu se vyplňovaly kolonky ohledně narození, křtu, sňatku a úmrtí vlastníka a jeho předků zpětně až po pátou generaci (tj. až po praprarodiče prarodičů), a sice dle odpovídajících dokladů. Záviselo na jednotlivých případech, jak „hluboko“ musely jít údaje o předcích, zpravidla se tehdy považovalo za dostačující, když byly dokonale vyplněny údaje sahající po praprarodiče. Dokument si ale německé úřady nearchivovaly s výjimkou příslušníků SS, jejichž Ahnenpassy si ponechával Hlavní rasový a sídelní úřad. 

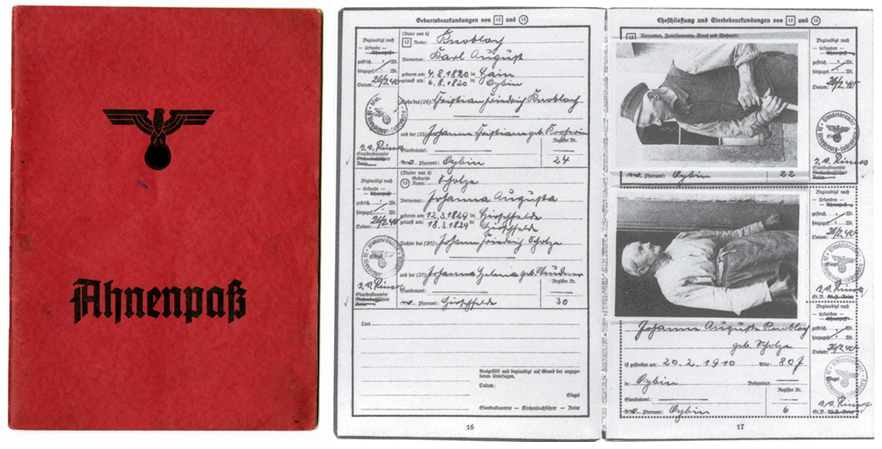
Ahnenpass

## Text Ahnenpassu
(verze z roku 1938) se na straně 41 uvádí:
„Rasový princip. Pojetí, zakořeněné v nacionálněsocialistickém smýšlení, podle nějž je nejvyšší povinností národa udržovat svou rasu, svou krev nedotčenou cizími vlivy, a cizí krevní prvky, které vnikly do národního tělesa, opět vymýtit, se zakládá na vědeckých poznatcích nauky o dědičnosti a rasového zkoumání. Odpovídajíc myšlence nacionálního socialismu v tom smyslu, že každému jinému národu se ponechává průchod plné spravedlnosti, se nikdy nehovoří o více- nebo méněcenných, nýbrž o cizích rasových prvcích."
"Pojem árijského původu. Protože dle poznatků rasové nauky vykazuje německý národ vedle určujícího vlivu nordické rasy také v nižším a početně nezachytitelném rozsahu jiné více nebo méně příbuzné rasové komponenty, které jsou také stavebními kameny evropských sousedních národů, zvolil se pro tento nadřazený pojem celku ras, které jsou obsaženy v německém národě, označení „árijský“ (lišící se od jazykovědy!), a tím se sdružila německá a této těsně příbuzná krev do rasové jednoty. Přesně ten stejný rozsah má pojem „německá a druhově příbuzná krev“ v Zákoně o říšských občanech."
"Árijského původu je podle toho ten člověk, který je z pohledu německého národa nedotčen cizorasovými prvky. Jako cizí zde především platí krev Židů a Cikánů, žijících také v evropském sídelním prostoru, krev asijských a afrických ras a původních obyvatel Austrálie a Ameriky (Indiáni), zatímco např. Angličan nebo Švéd, Francouz nebo Čech, Polák nebo Ital, pokud je sám nedotčen těmito také jemu cizími krevními prvky, musí být považován za příbuzného, tedy za árijského, ač třeba bydlí ve své vlasti, ve východní Asii nebo v Americe nebo je třeba občanem USA nebo nějakého jihoamerického svobodného státu. Je samozřejmé, že nám přitom např. pro uzavření manželství bude bližší německý soukmenovec, dívka čistě německého původu, nežli jiný Árijec vzdálenějšího rasového příbuzenstva."
"Vláda a strana proto začaly v plánované výstavbě zásady, uznané za správnou, eliminovat chyby minulého systému prostřednictvím Zákona o úřednících z povolání (Zákon k znovuobnovení profesního úřednictva z 7.4.1933, Reichsgesetzblatt I. str. 175 § 3 a prováděcí ustanovení) a státně důležitou profesní pozici úřednictva očišťovat především od těch nositelů cizorasových krevních částí, které pronikly za panství listopadového státu. Podobné říšské zákony byly pak vydány pro další vlivné a pro celkový život národa důležité profesní obory (právníci, notáři, patentní zástupci, lékaři aj.), které obsahovaly stejně jako Zákon o úřednících z povolání určitá přechodná ustanovení (ohraničené výjimky) pro osoby, nacházející se v povoláních, kterých se to týká."
"Zákony a stanovení platící do budoucna (tedy pro vstup do povolání, kterých se to týká) jsou samozřejmě přísnější, protože prostřednictvím nich má být přece vyloučen každý cizorasový vliv z vedení národa a státu. Také pro aktivní vojenskou službu a pracovní službu je árijský původ předpokladem. Norimberské zákony (1935) přinesly použití nacionáněsocialistických rasových zásad pro celek německého národa."
"Každopádně je povinností a úkolem každého jednotlivce, aby vedl důkaz svého árijského původu odpovídajíc platným stanovením, v mnoha případech také ohledně manžela. Tento doklad, jehož stanovení a metody jsou vysvětleny v následujících úsecích, je samozřejmě omezen z časového hlediska, protože jde v podstatě o to, zachytit nejblíže ležící vyskytující se rasová míšení (tedy zhruba od francouzské revoluce)."